# حمى ليلة السبت (موسيقى تصويرية)
حمى ليلة السبت: الموسيقى التصويرية الأصلية (بالإنجليزية: Saturday Night Fever) هو ألبوم موسيقى تصويرية من فيلم 1977 حمى ليلة السبت بطولة جون ترافولتا. بقي الألبوم متصدراً قوائم الألبومات الأكثر مبيعاً لمدة 24 أسبوع على التوالي من يناير إلى يوليو 1978، وبقي على قوائم بيلبورد للألبومات الأكثر مبيعاً لمدة 120 أسبوع حتى مارس 1980. وفي المملكة المتحدة، بقي الألبوم 18 أسبوع متتالي في المرتبة رقم 1. تمت إضافة الألبوم إلى سجيل التجسيل الوطني في مكتبة الكونغرس.

## روابط خارجية
- حمى ليلة السبت على موقع الموسوعة البريطانية (الإنجليزية)
- حمى ليلة السبت على موقع أول موفي (الإنجليزية)